# اسطال
روستای اسطال (به عربی:أسطال) یکی از روستاهای تابع بخش سمالوط در استان منیا، مصر است. طبق سرشماری سال ۲۰۰۶، جمعیت آن بالغ بر ۶۳۰۴ تن، متشکل از ۳۲۳۲ مرد و ۳۰۷۲ زن بود. از شخصیت‌های مشهور این روستا عبدالحکیم عامر معاون پیشین رئیس جمهور جمهوری متحده عربی است.